# ميكي ليفينغستون
ميكي ليفينغستون (بالإنجليزية: Mickey Livingston)‏ هو لاعب كرة قاعدة أمريكي، ولد في 15 نوفمبر 1914 في نيوبيري في الولايات المتحدة، وتوفي في 3 أبريل 1983 في هيوستن في الولايات المتحدة.

## وصلات خارجية
- ميكي ليفينغستون على موقع دوري كرة القاعدة الرئيسي (الإنجليزية)
- ميكي ليفينغستون على موقعبيزبول رفرنس.كوم (الدوري الرئيسي) (الإنجليزية)
- ميكي ليفينغستون على موقعبيزبول رفرنس.كوم (الدوري الثانوي) (الإنجليزية)